# Ben Hurley
Ben Hurley es un comediante de Nueva Zelanda.  Hurley comenzó su carrera de comedia en Wellington como host residente de The Wellington Comedy Club. Después de ganar el Premio Billy T, se mudó a Londres y trabajó en el circuito de comedia entre 2005 y 2008. Ha apoyado a gente como Andy Parsons, Stewart Lee y Ed Byrne en sus Tours en el Reino Unido. Es un acto popular en su país natal, Nueva Zelanda, donde se ha presentado como parte del Festival Internacional de Comedia de Nueva Zelanda durante 10 años consecutivos. 
Su comedia se basa en gran medida en sus experiencias al crecer en la región rural de Taranaki en Nueva Zelanda, pero también trata temas como las relaciones, la religión, la música, la política y su familia. 
Él está de gira constantemente ha actuado en todo el Reino Unido, Irlanda, partes de Asia y Australia y, por supuesto, ampliamente en Nueva Zelanda. 
Los papeles de televisión de Ben en Nueva Zelanda son numerosos, incluido el trabajo en un programa de panel de TV3 llamado " 7 días " como escritor y miembro principal del reparto.  También ha participado en 8 Galas del Festival de Comedia de Nueva Zelanda, en la serie AotearoHA, "Funny Roots"  y su propia especial de comedia Stand Up llamada "After Hours". 

## Festival de comedia de Nueva Zelanda
- 2002 "Comedion" (con Steve Wrigley y mrs.peacock)
- 2003 "Más grande que Ben Hurley"
- 2004 "Política y cosas"
- 2005 "Comedy Convoy" (con Stewart Lee , Rhys Darby , Michele A'Court y Carl Barron )
- 2006 "Aquí voy otra vez por mi cuenta"
- 2007 "The Big Show" (con Mickey D y Alun Cochrane )
- 2008 "¡Boom!"
- 2009 "En realidad, me importa" [1]
- 2010 "ultra mega bien"
- 2011 "Haz la evolución"
- 2012 "Live and Unleashed" (con Steve Wrigley)
- 2013 "Más en vivo y más desatado" (con Steve Wrigley)
- 2014 "The Reckoning"
- 2015 "Ben defiende a Nueva Zelanda" (con invitados)[3]
- 2016 "Tierra, Planeta, Mundo" [4]
- 2017 "22 Rants About F ** k" [5]

## Premios
- 2002 TV2 's Pulp Comedy Best New Face
- Ganador del premio Billy T 2004[1]
- 2004 NZ Comedy Guild Best Male Comedian
- Ganador del premio Fred Dagg 2008[1]